# Garat
Garat är en kommun i departementet Charente i regionen Nouvelle-Aquitaine i västra Frankrike. Kommunen ligger  i kantonen Soyaux som ligger i arrondissementet Angoulême. År 2022 hade Garat 2 111 invånare.

## Befolkningsutveckling
Antalet invånare i kommunen Garat
Referens:INSEE